# Thám mã
Thám mã (tiếng Anh: Cryptanalysis) là ngành học nghiên cứu các phương thức để thu được ý nghĩa của thông tin đã được mã hóa. Điều này liên quan đến việc tìm khóa bí mật. Trong ngôn ngữ không kĩ thuật, đây là việc codebreaking hoặc là bẻ khóa code, mặc dù những cụm từ này cũng có một ý nghĩa kỹ thuật đặc biệt.
Cryptanalysis cũng được dùng để ám chỉ tới bất kỳ cố gắng để phá vỡ sự bảo mật của các giải thuật mật mã và giao thức khác nói chung. Tuy nhiên, cryptanalysis thường không bao gồm các phương thức tấn công mà không nhắm vào đích chính là những nhược điểm của các cách viết mật mã hiện nay, như bribery, physical coercion, burglary, keystroke logging, và social enginerring, mặc dù những loại tấn công này là một mối quan tâm quan trọng và thường hiệu quả hơn cryptanalysis truyền thống.
Dù mục đích có giống nhau, các phương thức và kỹ thuật của cryptanalysis đã thay đổi triệt để thông qua chiều dài lịch sử của mật mã, thích nghi với sự phát triển mật mã phức tạp, theo thứ tự từ các phương thức thông qua giấy mực trong quá khứ, tới các máy giống như Enigma trong chiến tranh thế giới thứ 2, tới các quy trình deaj vào máy tính như hiện nay. Kết quả của cryptanalysis cũng thay đổi-không còn nữa khả năng thành công giới hạn trong việc codebreaking, và có một sự phân cấp của những gì tạo nên một cuộc tấn công tốt. Vào giữa những năm 1970, một phương thức mới của mật mã được giới thiệu: asymmetric cryptography (mật mã bất đối xứng). Các phương thức để phá vỡ các hệ thống mật mã này hoàn toàn khác với những phương thức trước đó, và thường liên quan đến giải quyết những vấn đề cấu trúc một cách cẩn thận trong toán học thuần túy, nổi tiếng nhất là integer factorization.